# Задержание (музыка)
Задержание, в учении о гармонии — неаккордовый звук, который, попадая на сильную долю такта, занимает место аккордового звука (как бы «задерживая» его появление). Обычно исполняется на секунде (большой либо малой, выше либо ниже) от основного тона аккорда, что воспринимается как диссонанс (либо псевдоконсонанс).

## Классификация
Различают несколько видов задержания:
- приготовленное (звук задержания остаётся от предыдущего аккорда в том же голосе или же присутствует в предыдущем аккорде в другом голосе); заключает в себе три фазы: приготовление, собственно задержание и разрешение;
- неприготовленное (звук задержания отсутствует в предыдущем аккорде; называется также аподжиатурой[1]); заключает в себе только две фазы: задержание и разрешение;
- «неразрешённое» или «брошенное» задержание.

## История
Термин «задержание», по-видимому, впервые был применён Дж. Царлино в трактате «Основы гармоники». Задержание в то время трактовалось как диссонирующий звук, требующий правильного приготовления и плавного нисходящего разрешения.
На рубеже 16— 17 веков приготовление задержания перестали считать обязательным.
С 17 века задержание всё чаще рассматривается в составе аккорда, а учение о задержании включается в науку о гармонии (особенно с 18 века).
«Неразрешённые» задержания исторически подготовили один из типов новой аккордики 20 века (созвучия с прибавленными, или побочными, тонами).

## Применение
После утверждения гомофонии задержания в ведущем верхнем голосе составили важную черту так называемого «галантного стиля» (18 век); такие задержания обычно ассоциировались со «вздохами».
Л. Бетховен, стремясь к простоте, строгости и мужественности своей музыки, сознательно ограничил применение задержаний.
В джазе, поп-музыке и роке распространён термин «задержанный аккорд» (suspended chord или sus chord):
- sus4 (suspended four) — аккорд с задержанием на кварте;
- sus2 (suspended two) — аккорд с задержанием на секунде.